# Marcel Roux
Pour les articles homonymes, voir Marcel Roux (architecte) et Roux.

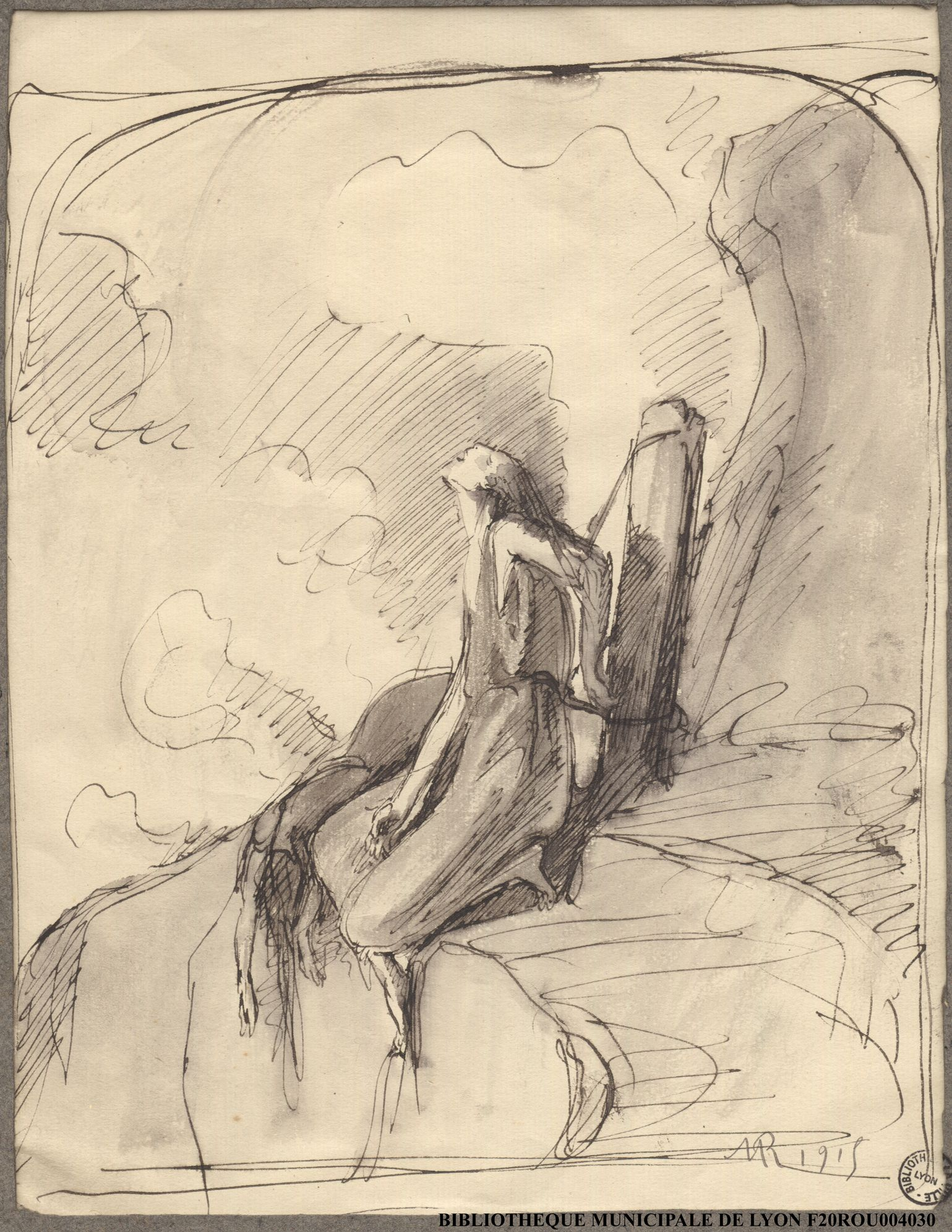
Vision de guerre, enchaînée.

Barthélemy Auguste Marcel Roux est un peintre et graveur français né à Bessenay le 11 septembre 1878 et mort à Chartres le 19 janvier 1922.

## Biographie
Son père, Joseph Roux, est un artiste lyrique connu pour ses interprétations des opéras de Jacques Offenbach (1819-1880). Dès l'âge de deux ans, Marcel Roux accompagne ses parents lors de tournées à Saint-Pétersbourg, Odessa, Vienne, Smyrne et Paris… En 1895, il devient régisseur au théâtre de Monte-Carlo.
À la fin de l'année 1895, il commence à se former à la peinture à l'École des arts décoratifs de Nice dans l'atelier du peintre René Leverd. Il est récompensé par un prix en mai 1896. À l'automne de la même année, il entre à l'École des beaux-arts de Lyon. Son professeur est alors l’artiste spiritualiste lyonnais Auguste Morisot. Celui-ci oriente son élève vers une conception mystique de la nature. Marcel Roux fréquente assidûment la bibliothèque du Palais des Arts à Marseille. Sa découverte de l'œuvre gravée de Rembrandt est la révélation qu'il attendait. L'œuvre du hollandais le submerge par sa force et son génie et va déterminer sa vocation de graveur.
Marcel Roux se tourne alors vers des graveurs lyonnais Joseph Brunier, Joannès Drevet et Paul Borel pour se perfectionner. Borel devient son ami et également son guide spirituel. Il lui prête un atelier dans lequel Marcel Roux fait ses premières expériences. Ces premières gravures sont des portraits puis en 1901, il compose sa première grande eau-forte intitulée Tentation de saint Antoine. Parallèlement, il continue à se consacrer à la peinture.
Le 19 avril 1902, il épouse Antoinette Bouchard, fille aînée de riches marchands lyonnais. Élevée aux Ursulines de Saint-Cyr-au-Mont-d'Or, c'est une jeune femme un peu austère animée d'une grande foi religieuse, qui soutiendra son époux dans sa recherche artistique tout au long de sa vie. Leur fils Marcel naît en 1903. Artiste lui-même, il sera connu plus tard sous le nom de Marc Roux.
Bientôt l'artiste aura une seconde révélation aussi importante pour son art que celle de la découverte de Rembrandt. L'évocation des paroles du Christ par un prêtre de la cathédrale Saint-Jean de Lyon, « Allez et soyez mes témoins, à Jérusalem, en Galilée et jusqu'aux extrémités de la terre ». À partir de ce jour, Marcel Roux se tourne principalement vers l'art religieux, rejoignant en cela son ami Borel.
Entre 1901 et 1913, Marcel Roux composera huit suites pour un total de 76 gravures auxquelles s'ajouteront de nombreuses œuvres diverses. Ces séries sont intitulées Estampes Fantastiques en 1904, Danse macabre en 1905, Les Maudits et Les Passions en 1906, Variations en 1907, Filles de joie en 1909, Les Sept Paroles en 1912 et Contre l'alcool en 1913. En 1912, le grand collectionneur Jacques Doucet acquiert pour sa bibliothèque la collection complète des œuvres gravées de Marcel Roux, dont il fera donation plus tard à l'Institut d'art et d'archéologie de Paris. L'artiste participe par ailleurs au Salon d'automne de 1911 et 1912 à Paris et réalise plusieurs commandes pour la Chalcographie du Louvre, conservées aujourd'hui à Paris au département des arts graphiques du musée du Louvre.
Pendant plusieurs années, Marcel Roux collabore comme illustrateur à L'Assiette au beurre. Il effectue son service militaire en 1912. Lorsqu'éclate la Première Guerre mondiale en 1914, il part au front mais est très vite renvoyé à l'arrière pour raison de santé. Il continuera à participer pendant quelque temps au conflit en tant qu'infirmier avant d'être définitivement réformé. Il rentre à Paris, brisé moralement et physiquement, son expérience des tranchées et de la guerre ayant sévèrement ébranlée ses convictions religieuses. Il a par ailleurs contracté un ulcère à l'estomac, cette affliction l'empêchant désormais de graver des eaux-fortes.
Il se tourne alors vers la gravure sur bois et illustre de nombreux ouvrages dont Ponce Pilate, Le Cantique des Cantiques, Lazare le ressuscité et le Jardin des supplices de Louis Mercier, et des livres des Éditions de La Sirène. Il travaille également pour de nombreuses revues. Il séjourne à Chartres dont la cathédrale qu'il a découvert lors d'un voyage à Paris en 1903, le subjugue par son mystère. Il y exécutera plusieurs cartons pour la réfection des vitraux.
Il meurt lors d'un séjour à Chartres le 19 janvier 1922 et est inhumé dans la même ville au cimetière Saint-Chéron.

## Thématique
La thématique de Marcel Roux est marquée par l'image et la symbolique du Diable. Puisant à la fois dans les désordres issus de l'industrialisation et les courants spirites lyonnais, il développe un art où le Mal est très présent. Cette présence souvent morbide est également une volonté de convaincre le spectateur que, si le Diable existe, alors Dieu existe également. Son maître Paul Borel dit de son œuvre en 1905 : « J'ai constaté que dans la phase actuelle de votre travail, le diable a une réelle importance, mais si on veut faire trouver le bon Dieu beau (et il l'est), peindre le diable laid (et il l'est), c'est un bon moyen. Il y a une foule de gens qui, pour comprendre le bon Dieu, n'y arriveraient que par la peur du diable ».
Dans son œuvre, le Mal est fréquemment représenté par la femme, symbole de la tentation, même si dans le même temps il exprime l'idée de sauver la femme victime des jouissances humaines.
Influencé par le romantisme, son attrait pour le fantastique et le macabre se mêlent à la dénonciation des inégalités sociales. Marcel Roux est proche d'artistes comme Max Klinger, Alfred Kubin ou James Ensor, qui ont une démarche similaire. Louis Boulanger est également une de ses sources d'inspiration.

## Réception critique
Mathieu Varille, historien lyonnais, déclara « qu'il était mort trop tôt après avoir esquissé son œuvre diabolique et apocalyptique »[réf. nécessaire].
Colette Bidon, historienne de l'art, a écrit un texte dans la revue Les Nouvelles de l'Estampe en 1989, sur cet artiste exceptionnel hanté par des cauchemars épouvantables où la mort rôde attendant un faux pas, une faiblesse de l'être humain, comme dans le Démon du Suicide de 1902.

## Œuvres
Marcel Roux est l'auteur de gravures à l'eau-forte, de peintures, de dessins, d'affiches publicitaires et d'ouvrages illustrés.

Œuvres de Marcel Roux
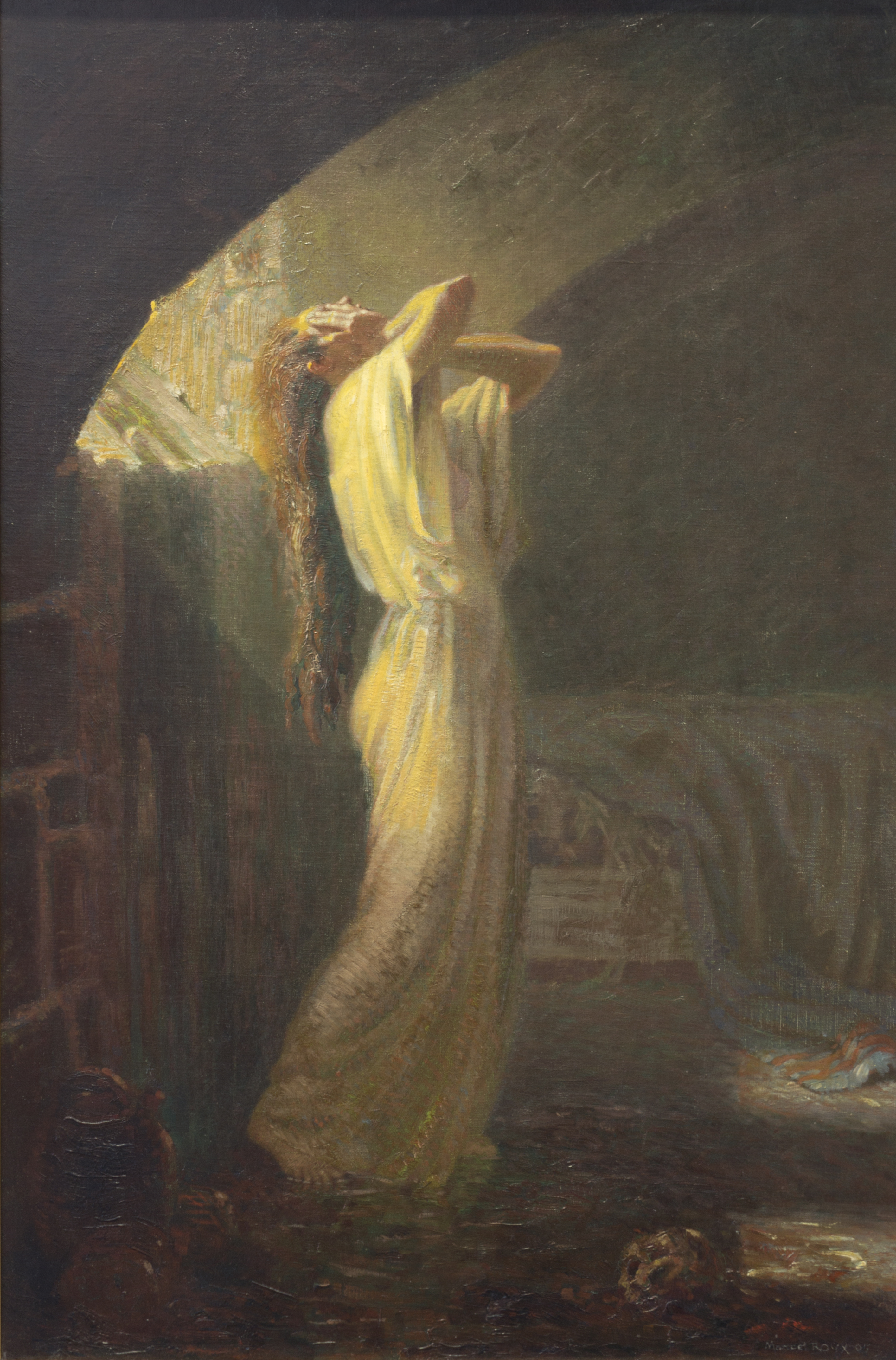
Le Désespoir (1905), huile sur toile, musée des Beaux-Arts de Lyon.
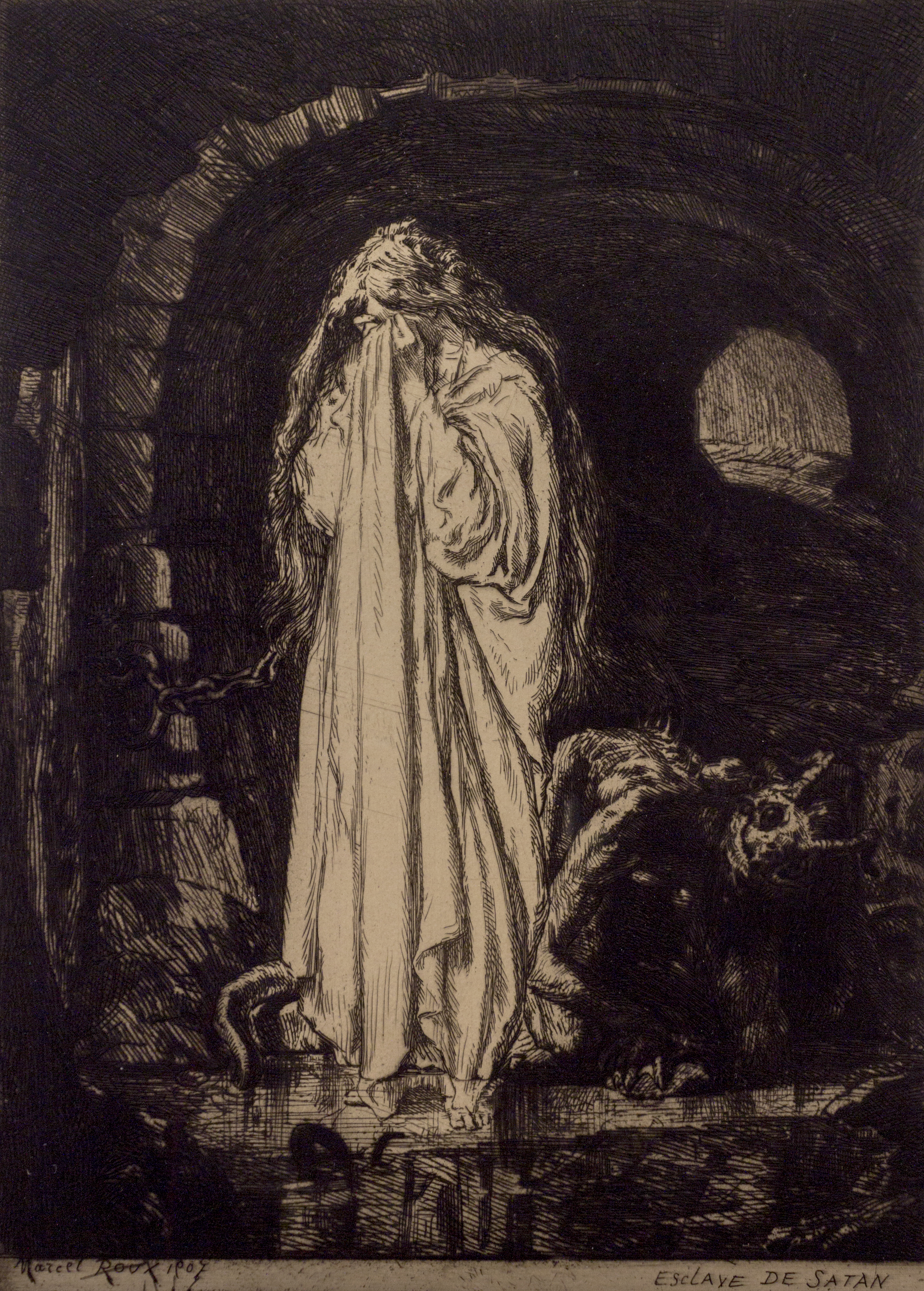
Esclave de Satan (1907), eau-forte, musée des Beaux-Arts de Lyon.
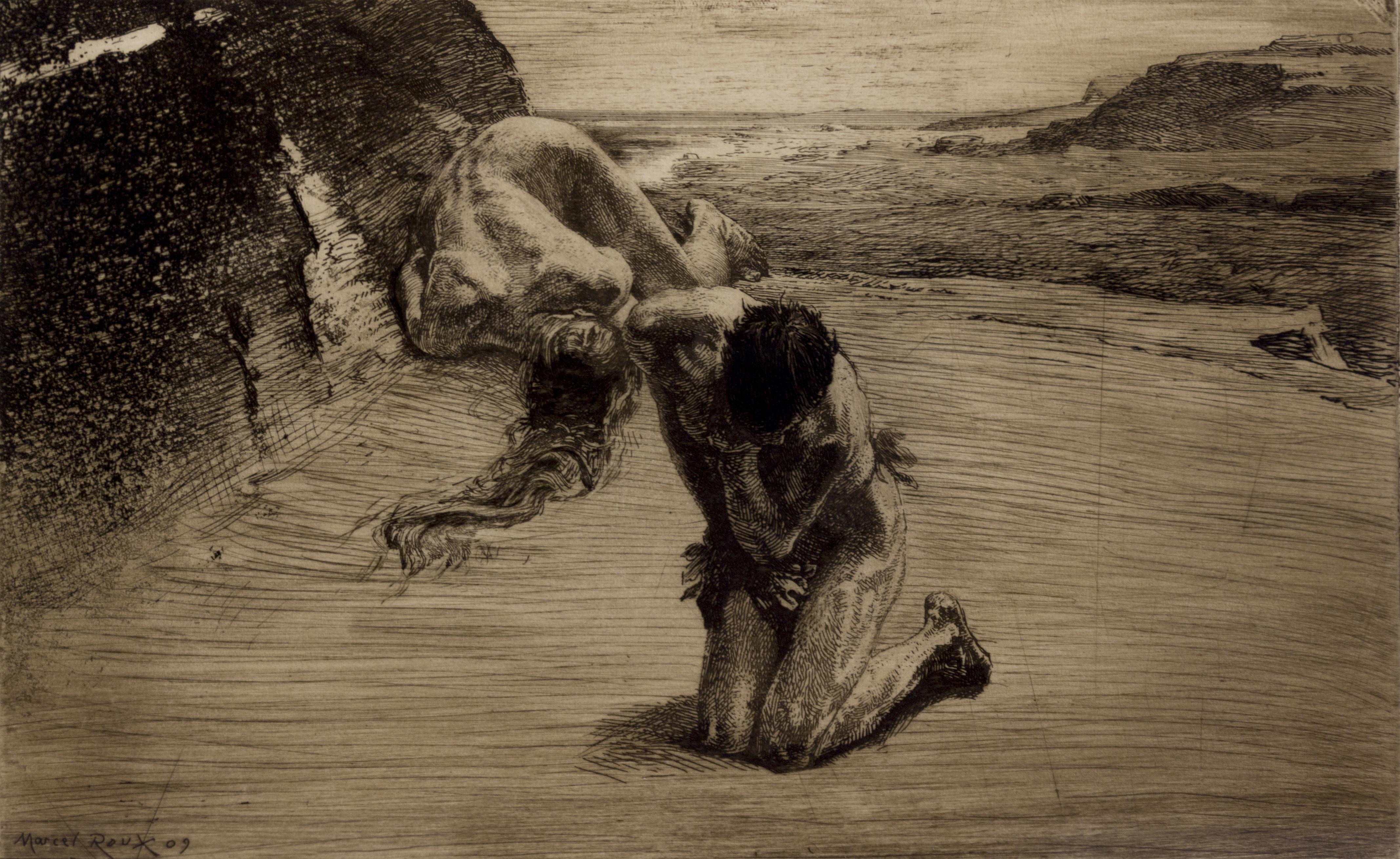
Paradis perdu (1909), eau-forte, musée des Beaux-Arts de Lyon.
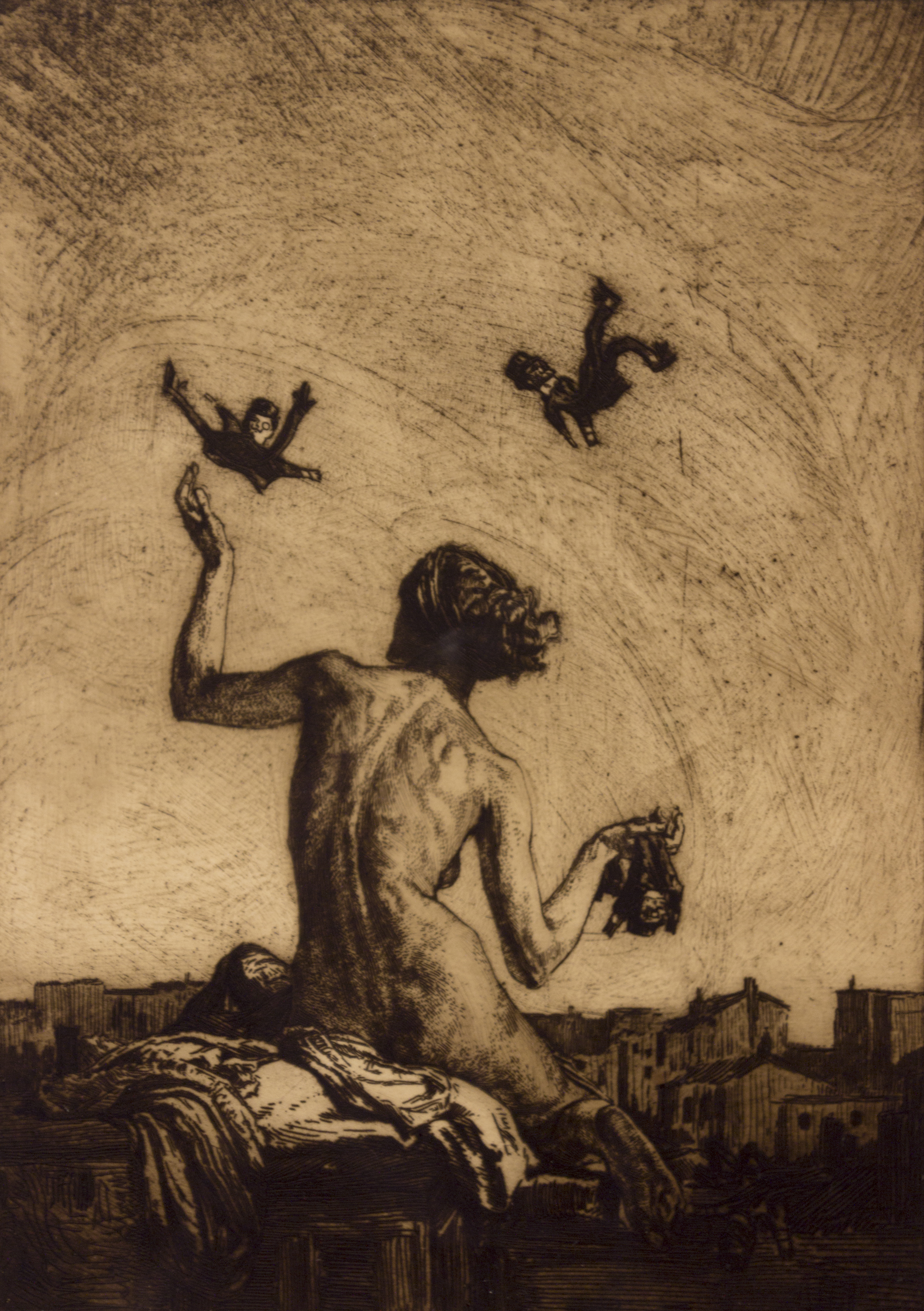
Les Pantins (1910), eau-forte, musée des Beaux-Arts de Lyon.
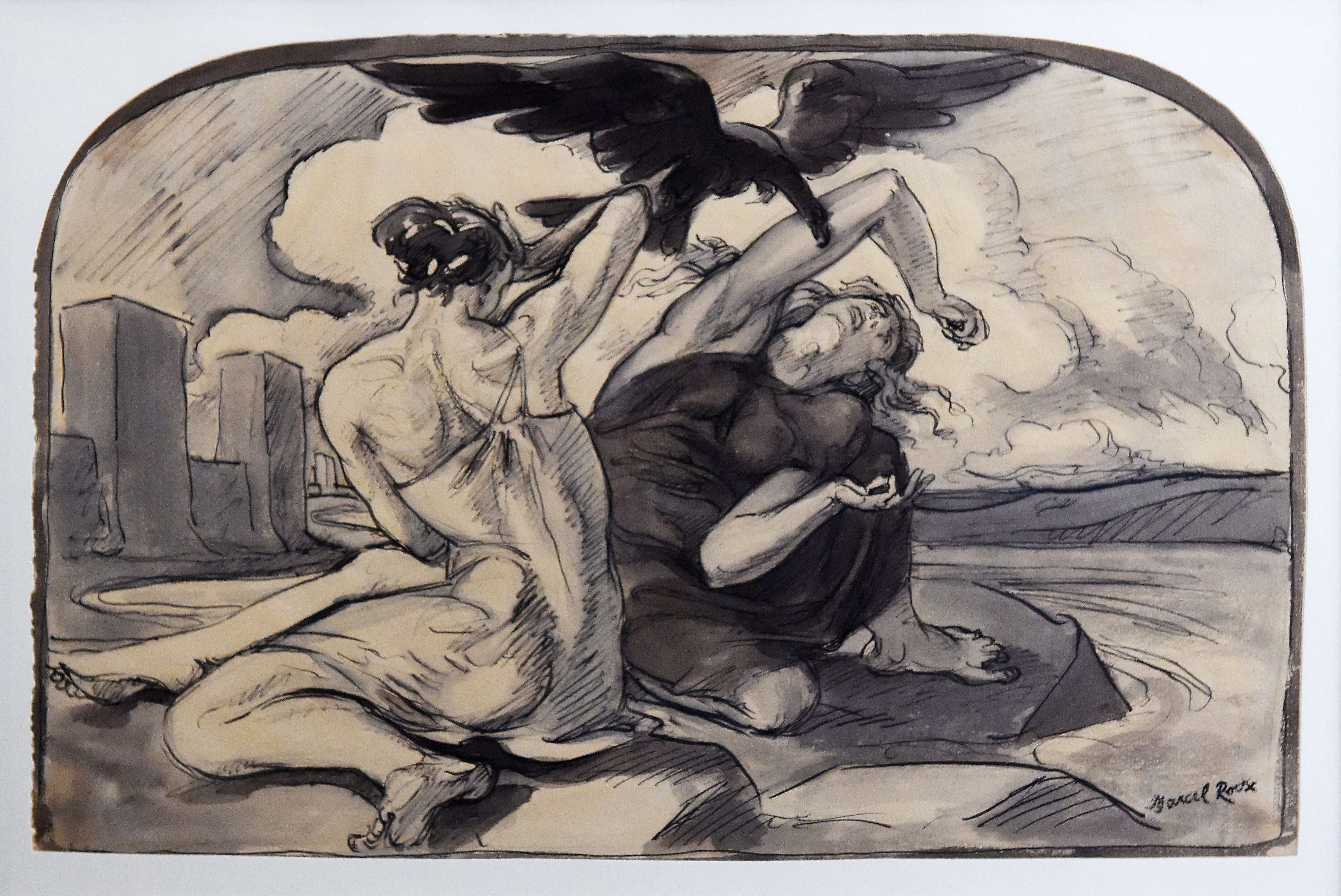
Sans titre (vers 1916), dessin, musée des Beaux-Arts de Lyon.
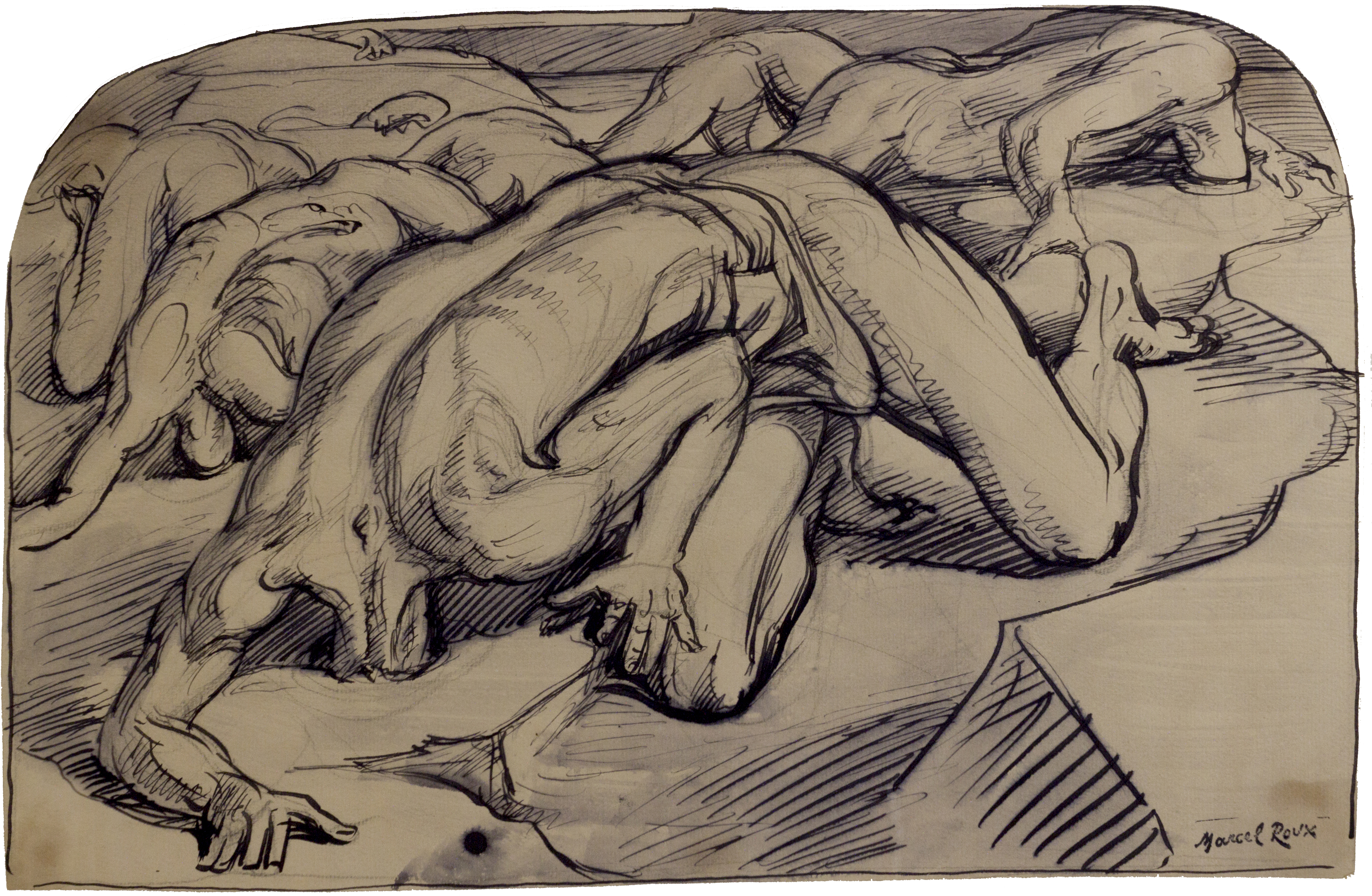
Sans titre, dessin, musée des Beaux-Arts de Lyon.
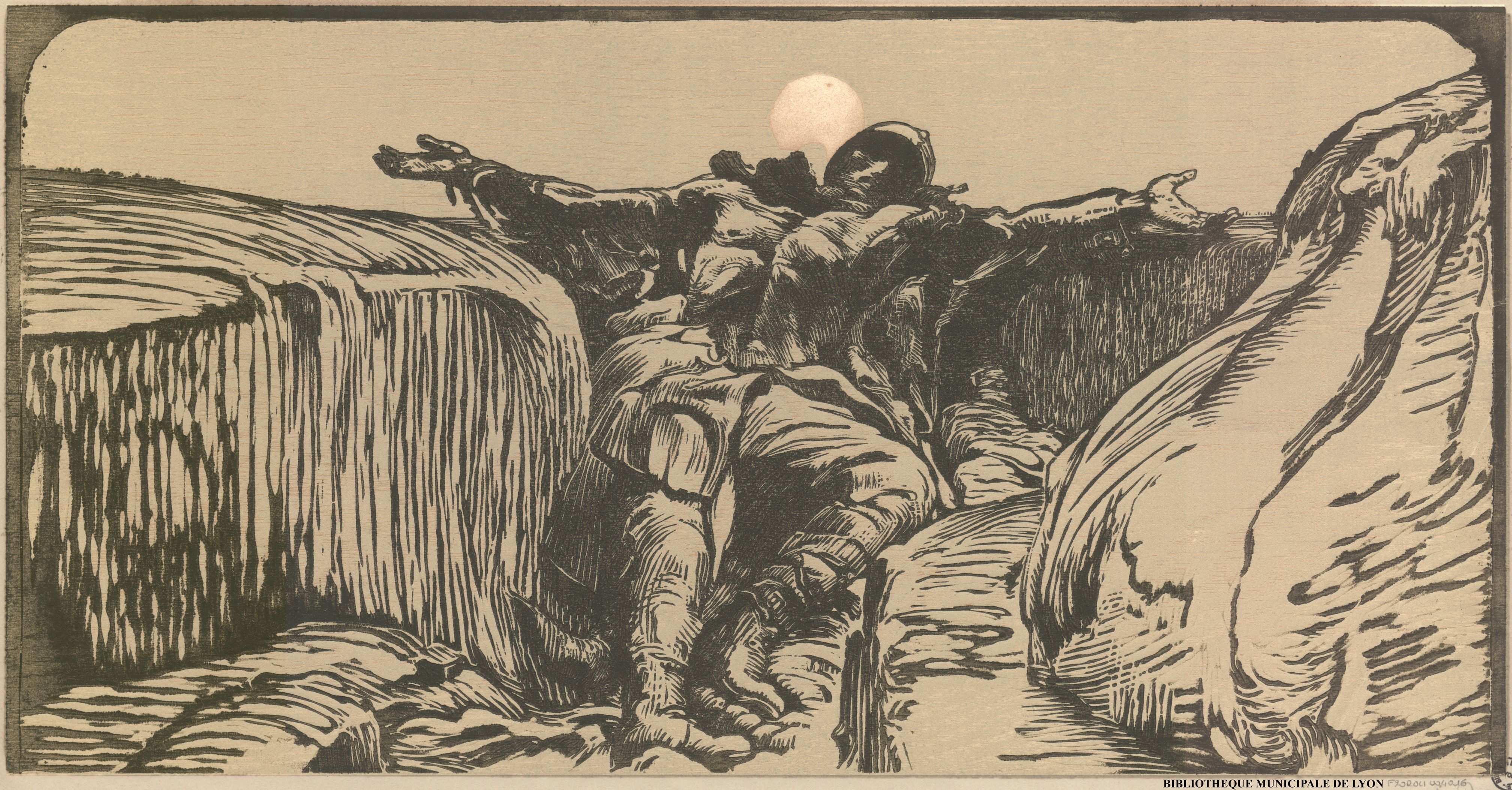
Soldat dans la tranchée (circa 1920),  estampe clair-obscur, imprimée en couleur, Bibliothèque municipale de Lyon.

## Postérité
Catherine M. Memarian, arrière-petite-fille de Marcel Roux, est l'auteur d'une biographie et d'un catalogue raisonné de l'œuvre gravé, inclus dans l'ouvrage Marcel Roux. Visions Fantastiques édité par les Amis du musée de l'Imprimerie et de la Banque de Lyon à l'occasion de l'exposition dédiée à l'artiste en février et mars 1991.
À cette occasion, elle a fait avec son époux une donation de 34 œuvres de Marcel Roux au musée des Beaux-Arts de Lyon.